# Гавриково (Московская область)
Гавриково — деревня в Чеховском районе Московской области, в составе муниципального образования сельское поселение Любучанское (до 29 ноября 2006 года входила в состав Любучанского сельского округа).

## Население
| 2002 | 2006 | 2010 |
| ---- | ---- | ---- |
| 42   | ↘36  | ↗63  |

## География
Гавриково расположено примерно в 18 км (по шоссе) на северо-восток от Чехова, на правом берегу реки Рожайка (правый приток реки Пахры), высота центра деревни над уровнем моря — 159 м. На 2016 год в Гавриково зарегистрирована 1 улица — Вязовая.